# Квентин Трэмбли
Президент Сэр Лорд Квентин Трэмбли III Сквайр (англ. Sir Lord Squier Quentin Trembley III) — персонаж из мультсериала «Гравити Фолз», основатель городка Гравити Фолз и забытый восьмой с половиной президент США, которого «стёрли» из истории в связи с его глупостью. После приключений в поезде подарил Дипперу президентский ключ и купюру в −12 долларов, а Мэйбл назначил конгрессменом. Озвучен Алексом Хиршем.

## Предыстория
Победив на выборах с подавляющим преимуществом, Квентин Трэмбли быстро завоевал репутацию самого глупого президента США. Он устроил войну из-за блинов, назначил младенцев верховными судьями и запретил носить штаны. Правил в 1837 году около месяца, но исчез, не подписав указ о своей отставке. Изгнанный Трэмбли укрылся в долине, которую назвал Гравити Фолз, потому что упал на лошади с большой высоты. Квентина Трэмбли стёрли из истории, а на его место вписали Уильяма Генри Гаррисона.
Гравити Фолз был основан Квентином Трэмбли в 1842 году. Однако, как сказано в сюжете, основателем города в итоге провозгласили никому тогда не известного Натаниэля Нортвеста. Президента Трэмбли вычеркнули и из истории городка. Не желая стареть, Квентин замуровал себя в куске огромного арахисового шербета.
Несмотря на странное, порой глупое поведение (например, попытки открыть дверь, тыкая в неё ключом), является гением — оставил зашифрованное послание, в котором указал, как его найти, а также оказался прав, замуровав себя в шербете, чтобы выжить. Лишь немногие люди знают о нём и пытаются сохранить тайну потому, что для них он является самым глупым президентом в истории страны. Трэмбли был женат три раза.

## Появления
Спустя примерно 150 лет, Диппер и Мэйбл в эпизоде «Несерьёзное сокровище» во время празднования Дня Первопроходца решили узнать, кто же был настоящим основателем Гравити Фолз. Диппер обнаруживают, следуя ряду подсказок, найденных на секретной карте, и благодаря глупому и игривому отношению Мэйбл, что основатель Гравити Фолз, Натаниэль Нортвест, предок Пасифики, является мошенником. Близнецы нашли потайную пещеру, в которой были скрыты многие правительственные тайны. Шериф Блабс вместе с Заместителем Дурландом нашёл их показал им короткий документальный фильм о Квентине Трэмбли. После этого выяснилось, что в этой же пещере хранится сам Квентин Трэмбли, замуровавший себя в куске арахисового шербета. Шериф Блабс и Заместитель Дурланд погрузили его, близнецов и все документы в поезд и отправились в Вашингтон.
Обвиняя себя в случившемся, Мэйбл отламывает кусок шербета, чтобы съесть, и случайно освобождает Трэмбли. Он представляется близнецам и срывает с себя штаны. Квентин пытается выбраться из ящика, в котором они находились, с помощью своего президентского ключа, но безуспешно. В конце концов, он и Мэйбл привлекли внимание дятла, сломавшего ящик. Втроём они попытались сбежать, но за ними погнались Шериф и его заместитель, которым необходимо держать тайну основания Гравити Фолз. Тогда Квентин, который не складывал с себя полномочия президента, приказал им сделать вид, что ничего этого не было, и отправиться в отпуск. Потом он в знак благодарности провозглашает Мэйбл конгрессменом США, а Дипперу дарит свой президентский ключ. Когда его замечает Пасифика, он машет кулаками на орла. Перед отъездом Трэмбли оставил близнецам на память банкноту в −12 долларов со своим изображением. В титрах показано «историческое» событие из XIX века, где Квентин просит Верховный суд, состоящий из младенцев, не назначать вместо него другого президента.
В эпизоде «Зомби-караоке» на доске Диппера среди загадок Гравити Фолз появляется портрет Трэмбли. Он также появляется в эпизоде «Странногеддон. Часть 3: Вернём Гравити Фолз» в титрах.

## Оценки
Аласдаир Уилкинс из The A.V. Club в анализе эпизода «Несерьёзное сокровище» отзывается о Квентине Трэмбли следующим образом: «Трэмбли вставляет массу весёлых острот <…>. Выступление создателя сериала Алекса Хирша в роли Трэмбли попало в самую точку между государственным деятелем XIX века и явно ненормальным чудаком, что является серьёзной причиной, почему персонаж работает так же хорошо, как и он [Хирш]. Можно полностью понять, почему нынешний конгрессмен Мэйбл Пайнс осознала, что ей не нужно ничего менять после того, как провела время с [Трэмбли], и почему Диппер был бы немного сбит с толку всем этим опытом».
Арманд Азамар из Geeks Under Grace пишет, что Алекс Хирш «великолепно озвучивает персонажа, используя почти трансатлантический акцент. Трэмбли — классический гениальный эксцентрик, и его диалоги не перестают развлекать. <…> Он во многом является зеркалом Мэйбл и помогает ей развиваться как персонажу. Личность Трембли почти впадает в сюрреализм».
Исследовательница М. А. Кононова сопоставляет странные действия Трэмбли с законом города Кламат-Фолса, штат Орегон, о том, что нельзя свистеть под водой и кататься на роликах в общественных туалетах.